# Alfredo Catalani

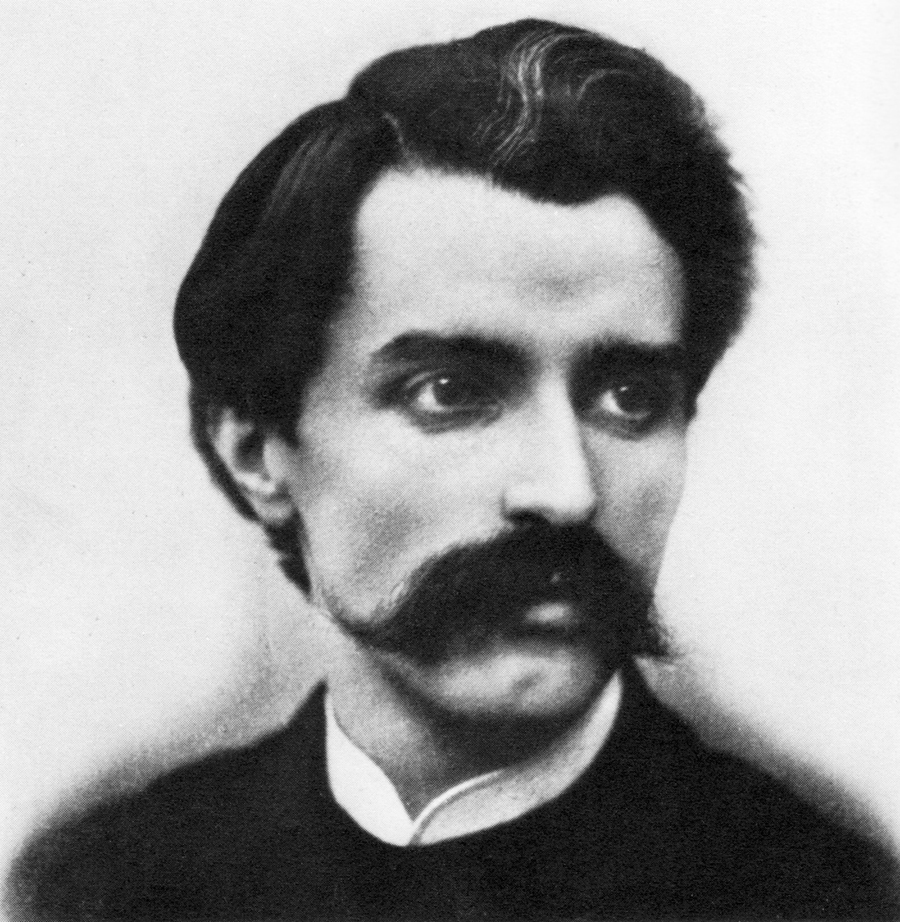
Alfredo Catalani

Alfredo Catalani, född 19 juni 1854, död 7 augusti 1893, var en italiensk operakompositör. Han är bäst ihågkommen för sina operor Loreley (1890) och La Wally (1892). La Wally komponerades till ett libretto av Luigi Illica, och omfattar Catalanis mest berömda aria "Ebben? Ne andrò lontana.". Catalani's övriga operor var mindre framgångsrika, delvis beroende av mindre lyckade libretton.

## Liv och karriär
Catalani föddes i Lucca och utbildandes vid Milanos konservatorium under Antonio Bazzini.
Trots den ökande påverkan av verismen på opera under 1880-talet valde Catalani att komponera i en mer traditionell stil. På grund av detta har hans operor till största delen förlorat sin plats i den moderna repertoaren, även vid jämförelse med de av Massenet och Puccini, vars stil hans verk mest liknar.
Påverkan från Amilcare Ponchielli kan också kännas i Catalanis verk. Likt Ponchielli, vilar Catalanis rykte nu nästan helt på endast ett verk. Dock, även om La Wally åtnjuter enstaka framföranden, har Ponchiellis La Gioconda alltid varit en mer populär opera vid jämförelse av de två (287 framförande till dags dato vid Metropolitan Opera, New York, jämfört med endast fyra för La Wally).
Catalani gick bort på grund av tuberkulos år 1893 i Milano och begravdes på Cimitero Monumentale, där också Ponchielli och dirigenten Arturo Toscanini vilar. Toscanini var en stark beundrare av Catalanis musik och namngav sin dotter Wally till minne av kompositörens mest lyckade opera.  Toscanini spelade in preludiet till Act IV of La Wally och "Dance of the Water Nymphs" från Loreley i Carnegie Hall i augusti 1952 med NBC Symphony Orchestra för RCA Victor.

## Operor
- La falce ("The Sickle"), Milano, 19 juli 1875
- Elda, Turin, 31 januari 1880 (radikalt omarbetad och uppförd som Loreley 16 februari 1890)
- Dejanice, Milano, 17 mars 1883
- Edmea, Milano, 27 februari 1886
- Loreley, Turin, 16 februari 1890
- La Wally, Milano, 20 januari 1892

## Symfonier
- Sinfonia a piena orchestra ("Symphony for Full Orchestra"), 1872
- Il Mattino, sinfonia romantica ("Morning", Romantic symphony), 1874
- Ero e Leandro, poema sinfonico ("Hero and Leander", Symphonic tone poem), Milano, 9 maj 1885

## Som filmmusik
Arian "Ebben? Ne andrò lontana.", framförd av den amerikanska sopranen Wilhelmenia Fernandez, var i centrum av Jean-Jacques Beineixs  kultfilm Diva från 1981. Samma aria förekommer även i Tom Fords drama (av) En enda man.